# Preseljevanje slovenskih Primorcev
Preseljevanje slovenskih Primorcev vključuje večinoma Istrijane, ki so se večinoma preseljevali zaradi slabih razmer v vasi kjer so se rodili ter živeli ali pa zaradi družinskih sporov zaradi kakšne parcele, ki bi jo lahko kdo prejel kot dediščino. Veliko Istrijanov je šlo s trebuhom za kruhom. Če bi pogledali kakšno družinsko drevo bi večino svojih korenin najdli nekje v Istri nato pa bi se razpletle vse do Argentine kamor so množično odhajali Slovenki Istrijani . Ko je odšel prvi iz družine so mu po navadi sledili še mlajše bratje ali sestre in si nato uredili domove v Argentini. Ko so nato opazili kako ljudje 'čez lužo' živijo so se tudi sami odpovedali skromnim hišam v katerih so živeli – eni sobi nad hlevom v kateri je spala cela družina. Čeprav, ko so slovenci prisplei v Argentino ni bilo prav nič bolj udobnih razmer ( živeli so v starih zapuščenih vagonih ), so si kasneje uredili prav domačne hišice kjer so si lahko nadalje organizirali življenje in si zagotovili tako boljšo službo in s tem tudi bivališče. Za ljudi je bila to zlata jama, odlična priložnost za zaslužek, poroko, nasploh začetek boljšega življenja katerega si niso mogli privoščiti v svoji Istri . Čeprav otrokom pot v Argentino ni prav nič dišala zaradi prijateljev ali česa drugega v svoji mladosti so bili primorani oditi z družino saj tako ali tako nebi noben pod svojo streho sprejel otroka, če še zase niso imeli dovolj živil potrebnih za življenje. 
Slovenska Istra je zelo gosto poseljena. Prebivalstvo iz hribovite Istre se je začelo seliti v bližino morja, saj so bile tam ugodne razmere za pridelavo hrane in zaposlitev. Zlasti po letu 1945 je hiter razvoj industrije na obalah še bolj okrepil selitve proti morju. V istem letu je prišlo tudi do velikega izseljevanja v Trst in prihajanje novih prebivalcev v obalna mesta. Zaradi meje, ki je ločila Trst in njegovo zaledje se je tam priselilo 25070 priseljencev. Na izpraznjene kmetije so se naselili prebivalci iz drugih delov Istre, pa tudi sosednji Hrvati, ki so si službo poiskali v Izoli, ki se je komaj zaečla industrijsko razvijati. Zaradi močnega dotoka Hrvatov je sedaj že vsak deveti prebivalec v primorju.